# Raffaele Fiore
Raffaele Fiore (Bari, 7 febbraio 1954 – Bari, 28 luglio 2025) è stato un terrorista italiano, importante esponente, durante il periodo degli anni di piombo, dell'organizzazione terroristica delle Brigate Rosse, partecipe in modo diretto di alcuni dei più gravi fatti di criminalità politica accaduti in Italia.
In particolare Fiore, oltre a militare e dirigere la colonna di Torino, fu presente a Roma in via Fani il 16 marzo 1978 all'agguato contro Aldo Moro e la sua scorta; egli fu uno dei quattro brigatisti (o forse più di 4 secondo la commissione parlamentare di inchiesta 2014-2018) che spararono contro gli agenti e fu lui, insieme a Mario Moretti, che estrasse dall'auto Aldo Moro e lo trasferì sulla Fiat 132 blu pronta per la fuga.

## Biografia
Nativo di Bari (dove iniziò la sua esperienza lavorativa come scaricatore al mercato ortofrutticolo), ma trasferitosi giovanissimo, dopo la morte del padre, a Milano, lavorò come operaio alla Breda di Sesto San Giovanni, aderendo molto presto all'estremismo militante di estrema sinistra. Capocolonna delle BR torinesi, conosciuto con il nome di battaglia "Marcello", compì la sua prima azione il 22 aprile 1977, quando assieme a Patrizio Peci e Angela Vai, detta "Augusta" (che diventerà sua moglie), colpì alle gambe Antonio Munari, capo officina della FIAT dopo averlo pedinato per settimane. L'attentato fu rivendicato il 24 aprile con un comunicato delle BR.
Disceso a Roma da Torino, partecipò all'agguato di via Fani, quando un nucleo armato brigatista, costituito di dieci brigatisti: Rita Algranati, Barbara Balzerani, Franco Bonisoli, Alessio Casimirri, Prospero Gallinari, Alvaro Lojacono, Mario Moretti, Valerio Morucci e Bruno Seghetti, sequestrò il Presidente della Democrazia Cristiana Aldo Moro e assassinò i cinque uomini della scorta. Raffaele Fiore era uno dei quattro brigatisti che, travestiti da avieri, aprirono il fuoco contro le auto per uccidere gli agenti di scorta di Aldo Moro. Secondo la ricostruzione di Valerio Morucci e il più recente racconto dello stesso Raffaele Fiore, sembra che il mitra di quest'ultimo (un Beretta M12, teoricamente il più moderno tra quelli disponibili a Via Fani) si inceppò subito, impedendo a Fiore di colpire l'autista della Fiat 130 con Aldo Moro a bordo, appuntato Domenico Ricci.
Ricci quindi venne ucciso solo dopo un secondo intervento di Morucci che riuscì a disinceppare il suo FNAB-43 anch'esso malfunzionante dopo aver sparato una prima raffica mortale sul maresciallo Oreste Leonardi. Dopo l'uccisione degli uomini della scorta, Raffaele Fiore, insieme a Mario Moretti, tirò fuori personalmente Moro dalla Fiat 130 e quindi tutti e tre salirono sulla Fiat 132 con alla guida Bruno Seghetti. La famosa impronta della "manona" riscontrata dalla polizia scientifica sulla portiera della Fiat 130 con Moro a bordo era proprio di Raffaele Fiore, uomo di corporatura molto robusta..

È ritenuto responsabile anche dell'assassinio dell'avvocato Fulvio Croce al quale partecipo' in veste di 'autista' mentre Rocco Micaletto, appoggiato da Lorenzo Betassa e Angela Vai avrebbe sparato direttamente sul presidente degli avvocati di Torino; soprattutto prese parte all'omicidio del giornalista Carlo Casalegno e in questa circostanza fu proprio Fiore a sparare personalmente su Casalegno con la pistola Nagant coperto da Piero Panciarelli, Patrizio Peci e Vincenzo Acella. Entrambi i gravissimi fatti di sangue avvennero a Torino nel 1977.
Capocolonna a Torino per oltre due anni e componente del Fronte Logistico, Fiore nell'autunno del 1978 entrò a far parte del Comitato Esecutivo, massimo organo di direzione delle Brigate Rosse (dopo la cattura a Milano in via Montenevoso il 1º ottobre 1978 di Lauro Azzolini e Franco Bonisoli). In precedenza (dicembre 1978) aveva partecipato direttamente anche al tragico eccidio di due agenti di PS in servizio di sorveglianza fuori dal carcere di Torino (Salvatore Lanza e Salvatore Porceddu ), aprendo il fuoco con un mitra M12 sui due giovanissimi militi insieme a Piero Panciarelli, appostati dentro una Fiat 128 a cui era stato asportato il lunotto posteriore (altri componenti del commando furono Nadia Ponti e Vincenzo Acella).
La sanguinosa attività terroristica di Raffaele Fiore termina il 19 marzo 1979 quando viene catturato a Torino (insieme ad Acella), apparentemente in maniera casuale (Peci insinua una "spiata" fatta alle Forze dell'Ordine addirittura dalla Ponti per motivi di 'carriera' interna). Nel processo romano Moro-Uno del 24 gennaio 1983 fu condannato con sentenza di primo grado alla pena dell'ergastolo. Non si è mai pentito e dal 1997 ha goduto della libertà condizionale, confermata nel 2007. La sua storia nelle Brigate Rosse è stata descritta da Aldo Grandi nel libro L'ultimo brigatista, pubblicato da Rizzoli nel 2007, nel quale Fiore presenta la sua versione dei fatti.
Patrizio Peci nelle sue memorie tracciò un ritratto fortemente negativo di Raffaele Fiore, che fu il suo primo contatto all'interno della colonna torinese delle Brigate Rosse; egli lo descrisse come grossolano, dai modi bruschi, dal carattere aggressivo; a sua volta Fiore nel suo racconto per il libro di Aldo Grandi ha criticato pesantemente Peci per la sua limitata intelligenza politica, il suo carattere debole e per il suo maldestro comportamento in alcune circostanze della vita in clandestinità.